# Šoštanj
Šoštanj est une commune située dans la région de Basse-Styrie en Slovénie. La commune accueille des thermes sur son territoire.

## Géographie
La commune est située à la frontière de la région montagneuse du Pohorje. Elle accueille par ailleurs une station thermale.

### Villages
Les localités qui composent la commune sont Bele Vode, Družmirje, Florjan, Gaberke, Lokovica, Ravne, Skorno pri Šoštanju, Šentvid pri Zavodnju, Šoštanj, Topolšica et Zavodnje.

## Démographie
Entre 1999 et 2021, la population de la commune a un peu augmenté mais demeure légèrement inférieure à 9 000 habitants,.
Évolution démographique
| 1999  | 2000  | 2001  | 2002  | 2003  | 2004  | 2005  | 2006  | 2007  |
| ----- | ----- | ----- | ----- | ----- | ----- | ----- | ----- | ----- |
| 8 177 | 8 222 | 8 252 | 8 377 | 8 366 | 8 397 | 8 421 | 8 512 | 8 606 |
| 2008  | 2009  | 2010  | 2011  | 2012  | 2013  | 2014  | 2015  | 2016  |
| 8 689 | 8 420 | 8 618 | 8 692 | 8 787 | 8 750 | 8 806 | 8 710 | 8 705 |
| 2017  | 2018  | 2019  | 2020  | 2021  |       |       |       |       |
| 8 641 | 8 667 | 8 701 | 8 784 | 8 847 |       |       |       |       |

## Personnalités célèbres
- Josip Vošnjak  (1834-1911), politicien;
- Karel Destovnik Kajuh (1922-1944), poète et résistant durant la Seconde Guerre mondiale.